# Sulęcin
Sulęcin (udtale: [suˈlɛɲtɕin]; tysk: Zielenzig) er en by og en kommune (Gmina) i det vestlige Polen, der ligger midt i voivodskabet Lubusz (Województwo lubuskie) og har 9.978(2021) indbyggere og et areal på	8,56 km². Den er administrationsby af powiatet (amt) Sulęcin.

## Geografi
Sulęcin liger ved floden Postomia, en biflod til Warta, i det historiske Lubusz Land. Det omkringliggende landskab er dannet af mange bakker på højsletten Lubusz. Den højeste af dem er Bukowiec der er 227 moh. Den nærmeste storby er Gorzów Wielkopolski (45 km væk). Over 50 % af kommunens areal består af skove.

## Historie
Udgravninger har vist, at området omkring Sulęcin var beboet allerede i det 2. århundrede f.Kr. Området udgjorde en del af Polen efter statens oprettelse i det 10. århundrede. Byen udviklede sig fra en slavisk bosættelse, og blev nævnt for første gang i dokumenter i 1241, da biskop Henrik gav adelsmanden Mrotsek ret til at bygge en ny bosættelse for tyskerne.
Indtil det 12. århundrede var Sulęcin under herredømme af den schlesiske linje af Piast-dynastiet, blev byen med 10 omkringliggende landsbyer overdraget til den polske hertug Henrik 1. af Polen, som i 1244 gav den til Tempelridderne. I 1249 blev Zielenzig en del af Markgrevskabet Brandenburg . I 1269 beordrede Otto, markgreve af Brandenburg at bygge et slot i byen. Det blev ødelagt af den polske hær under hertug Bolesław den fromme som gengældelse for en Brandenburg-invasion. Efter Pave Clemens 5. opløste tempelridderordenen af i 1312 blev Sulęcin regeret af Johanniterordenen. De udlejede byen til den brandenburgske markgreve Woldemar i 1318. Efter at en krig udbrød om kontrollen over regionen i 1319, kom byen igen under polsk kontrol, som en del af Hertugdømmet Głogów. Hertug Henrik 4. den Trofaste bekræftede riddernes rettigheder til byen og slottet i kraft af et dokument udstedt i 1322 i nærliggende Lubniewice. I 1326 faldt byen igen til Brandenburg.